# Poecilimon heinrichi
Poecilimon heinrichi är en insektsart som först beskrevs av Willy Adolf Theodor Ramme 1951.  Poecilimon heinrichi ingår i släktet Poecilimon och familjen vårtbitare. Inga underarter finns listade i Catalogue of Life.